# Église Notre-Dame-de-Grâce de Gignac
Pour les articles homonymes, voir Notre-Dame-de-Grâce (homonymie).
L'église Notre-Dame-de-Grâce de Gignac est une église catholique située à Gignac, dans le département français de l'Hérault, en région Occitanie.

## Description

### Église

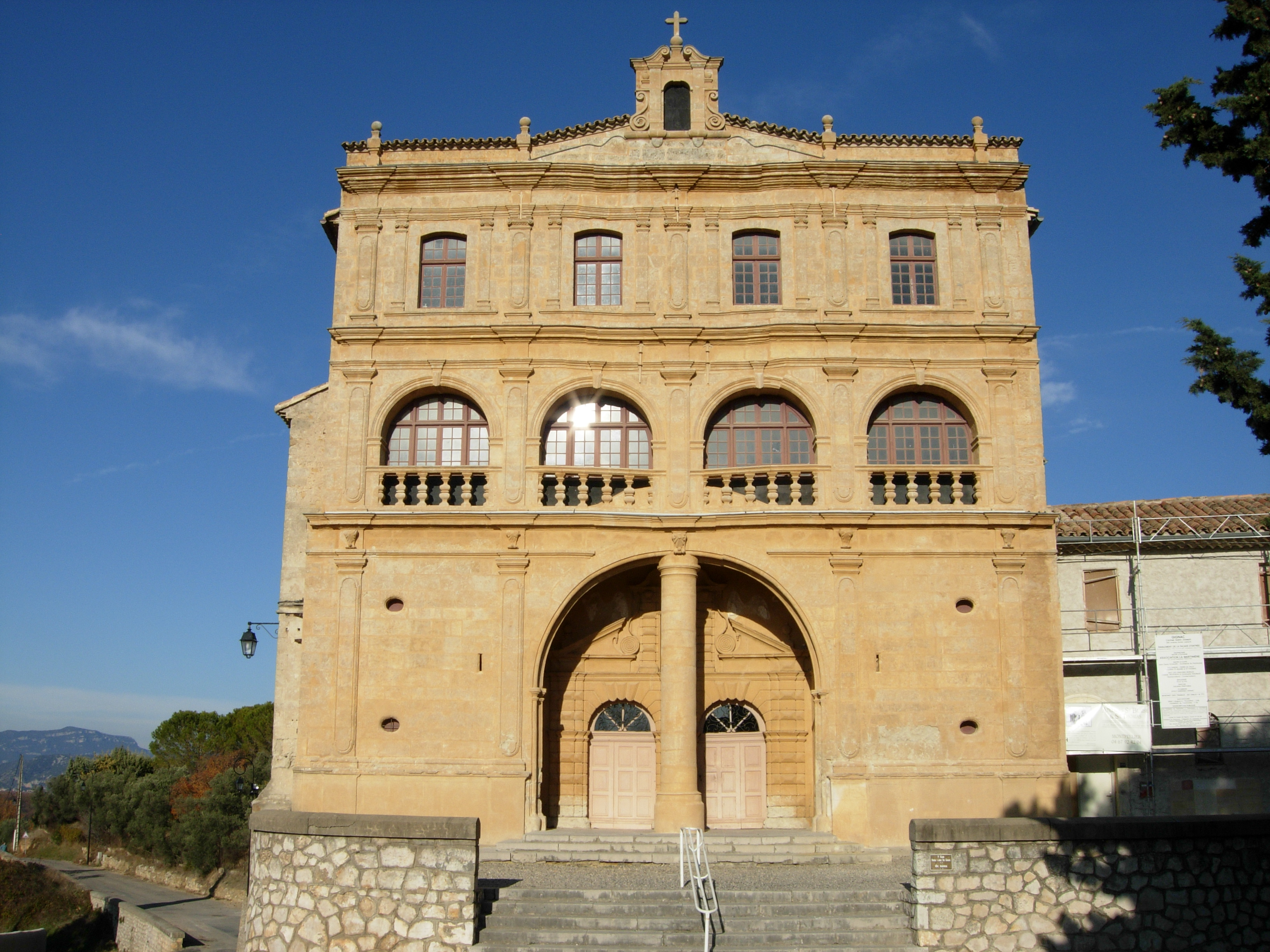
Façade de l'église.

L'église Notre-Dame-de-Grâce s'élève au sud-est du village de Gignac, dans l'Hérault, à 500 m du centre. Dédiée à Marie, elle est rattachée à la paroisse Saint-Benoît-Val-d'Érau de l'archidiocèse de Montpellier.
L'église est un édifice au plan rectangulaire. Sa façade de style florentin est assez unique dans la région.

### Chemin de croix

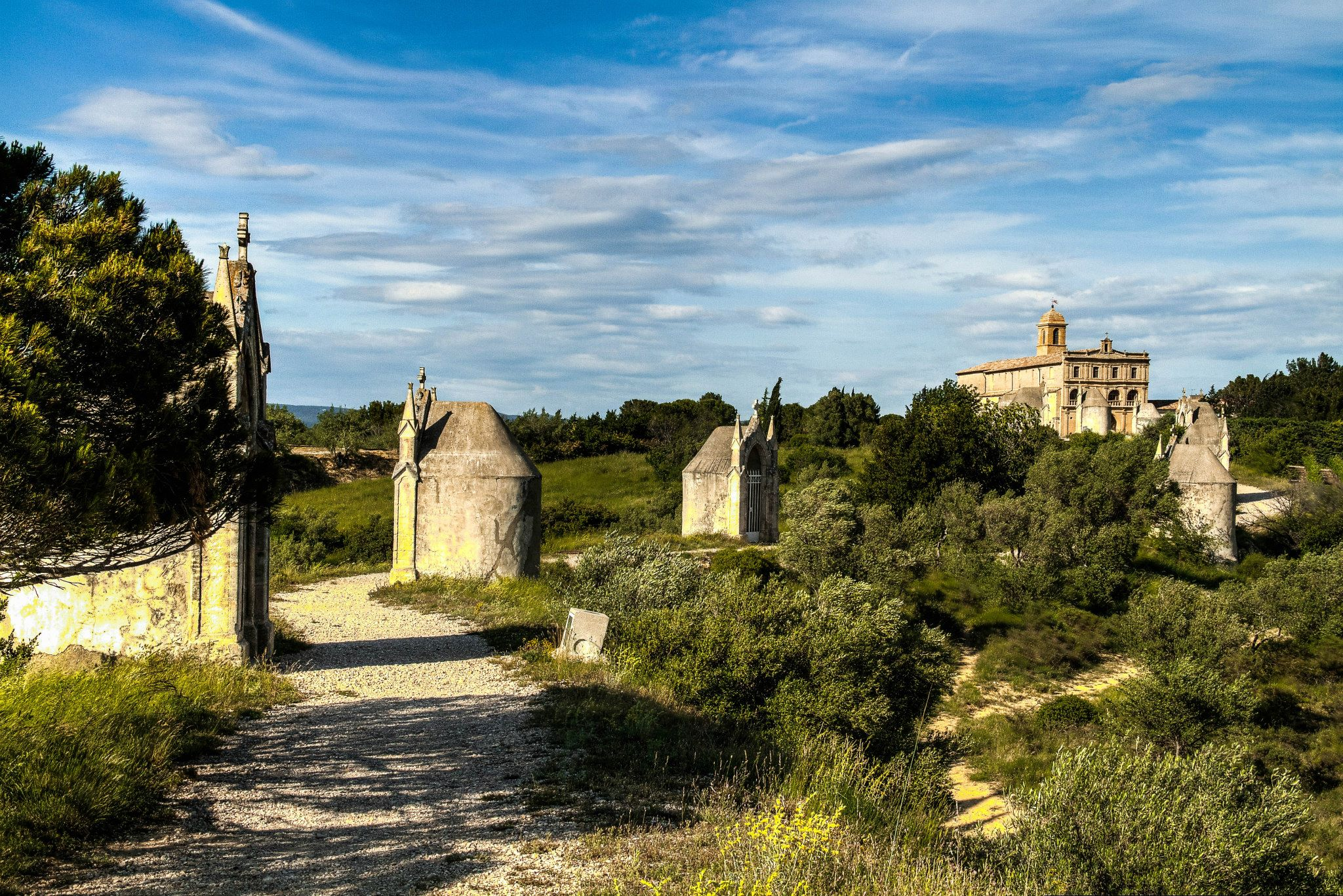
Oratoires sur le chemin de croix menant à l'église.

Un chemin de croix s'étend à l'ouest de l'entrée église, sur 200 m. Il est jalonné de petits oratoires et terminé par une chapelle.

## Historique
Le lieu d'implantation de l'église Notre-Dame-de-Grâce connait au cours du temps de nombreux édifices religieux. Le plus ancien serait un ancien temple romain dédié à Vesta, construit par la 7e légion romaine et transformé en édifice chrétien par le premier évêque de Lodève ; il est détruit en 1210 par les Cathares. En 1360, une guérison miraculeuse s'y produirait, consuisant à l'érection d'une chapelle de pèlerinage attribuée aux Récollets. L'édifice est détruit pendant les guerres de religion : au XVIe siècle, elle est détruite par les Huguenots qui occupent la citadelle de Gignac. Reconstruite, elle est à nouveau détruite en 1620, par les Calvinistes. En 1623, elle est reconstruite pour la 2e fois avec les pierres de la citadelle protestante.
L'église actuelle est construite au XVIIe siècle. Sa façade est terminée en 1648 ; le pilier central est ajouté en 1776.
Les oratoires du chemin de croix sont construits entre le XVIIe et XIXe siècles. Ils sont restaurés au XXe siècle.
L'église et les oratoires du chemin de croix sont inscrits au titre des monuments historiques le 19 novembre 1985,. Le 9 mars 1989, la protection de l'église est transformée en classement. Sa cloche en bronze est classée comme objet dès 1957.